# Сайто, Тихо
Тихо Сайто (さいとうちほ Сайто: Тихо) — мангака, рисующая сёдзё-мангу. Наиболее известная работа — Revolutionary Girl Utena.

## Биография
Тихо Сайто родилась 26 июня 1967 года в Токио. С детства она увлекалась мангой. На неё оказали значительное влияние произведения Мото Хагио и Риёко Икэды. Первой профессиональной мангой Сайто стала опубликованная в 1982 году Ken To Mademoiselle. Наибольшую известность мангаке принесла её манга Shoujou Kakumei Utena, в экранизации которой она также принимала участие.

## Известные работы
- Revolutionary Girl Utena
- Waltz in a White Dress (Waltz wa Shiroi Dress de)
- Kanon (花音)
- Anastasia Club
- First Girl (ファースト・ガール)
- Basilis no Musume (バシリスの娘)
- Kakan no Madonna (花冠のマドンナ)
- Bronze Angel (ブロンズの天使) — манга о жизни А.С. Пушкина
- 1812  — приквел к манге Bronze Angel